# 배율

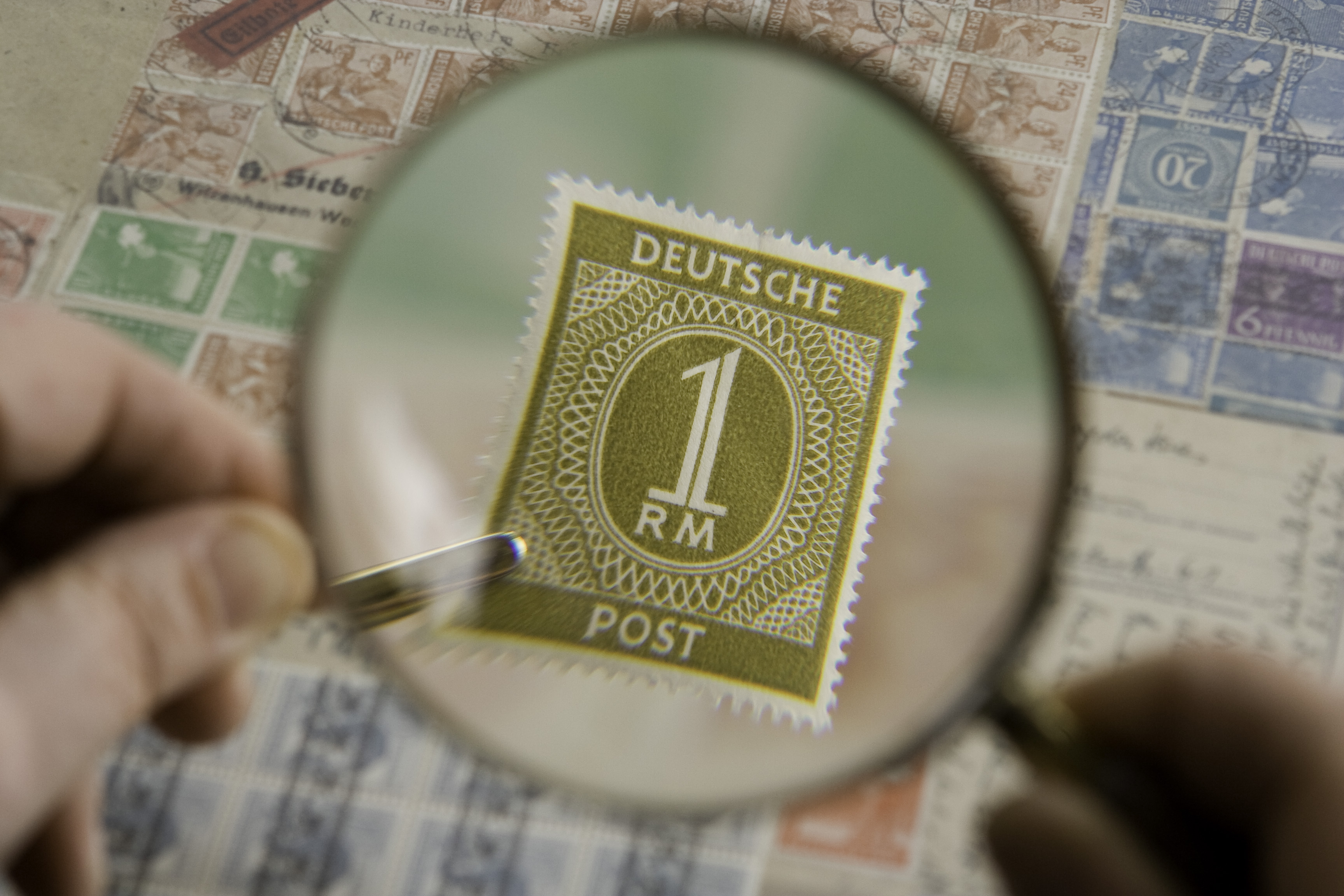

배율(magnification)은 사물의 물리적 크기가 아닌 겉보기 크기를 확대하는 과정이다. 이 확대는 광학 배율(optical magnification)이라는 크기 비율로 정량화된다. 이 숫자가 1보다 작으면 크기 감소를 의미하며 축소화(de-magnification)라고도 한다.
일반적으로 확대는 현미경, 인쇄 기술 또는 디지털 처리를 사용하여 더 자세히 볼 수 있도록 시각적 또는 이미지를 확대하고 해상도를 높이는 것과 관련이 있다. 모든 경우에 이미지의 확대는 이미지의 원근을 변경하지 않는다.

## 같이 보기
- 렌즈
- 돋보기
- 현미경
- 광학망원경